# Cieszków (gemeente)
De gemeente Cieszków is een landgemeente in het Poolse woiwodschap Neder-Silezië, in powiat Milicki.
De zetel van de gemeente is in Cieszków.
Op 30 juni 2004 telde de gemeente 4656 inwoners.

## Oppervlakte gegevens
In 2002 bedroeg de totale oppervlakte van gemeente Cieszków 100,67 km², waarvan:
- agrarisch gebied: 59%
- bossen: 32%

De gemeente beslaat 14,08% van de totale oppervlakte van de powiat.

## Demografie
Stand op 30 juni 2004:
| Omschrijving                   | Totaal | Totaal | Vrouwen | Vrouwen | Mannen | Mannen |
| ------------------------------ | ------ | ------ | ------- | ------- | ------ | ------ |
| eenheid                        | aantal | %      | aantal  | %       | aantal | %      |
| inwoners                       | 4656   | 100    | 2363    | 50,8    | 2293   | 49,2   |
| bevolkingsdichtheid (inw./km²) | 46,3   | 46,3   | 23,5    | 23,5    | 22,8   | 22,8   |

In 2002 bedroeg het gemiddelde inkomen per inwoner 1418,94 zł.

## Administratieve plaatsen (sołectwo)
Biadaszka, Brzezina, Cieszków, Dziadkowo, Góry, Guzowice, Jankowa, Jawor, Nowy Folwark, Pakosławsko, Rakłowice, Sędraszyce, Słabocin, Trzebicko, Ujazd, Wężowice, Zwierzyniec.

## Overige plaatsen
Grzebielin, Pustków, Trzebicko Dolne, Trzebicko-Piaski, Zymanów.

## Aangrenzende gemeenten
Jutrosin, Milicz, Zduny